# 泰德·芬頓
愛德華·泰德·安博·芬頓（1914年11月7日—1992年7月12日）是一名英格蘭足球運動員和領隊。芬頓幾乎整個職業生涯都在韋斯咸度過，並在1950年至1961年間以領隊身份帶領韋斯咸。

## 球員生涯

### 韋斯咸
芬頓作為一名多產的場學徒射手加入韋斯咸青年軍正選隊，並獲得贏得英格蘭青年軍的出場機會。1929年，在埃布羅克斯球場，對蘇格蘭隊的比賽中上陣。芬頓於1932年為韋斯咸首次上陣，並定期參加比賽，直到第二次世界大戰爆發。芬頓參軍並在北非和緬甸擔任體能教官。芬頓主要作為側翼球員，同時也是一名實用球員，他為韋斯咸隊出場179次，射入19球。芬頓還在二戰期間出場204次並射入44球。

## 領隊生涯

### 高車士打聯
戰爭結束後，芬頓繼續成為南部聯賽球隊高車士打聯的球員兼領隊。

### 韋斯咸
芬頓於1948年回到烏普頓公園球場，成為查理·佩恩特的助理領隊，之後於1950年成為韋斯咸的領隊。芬頓最大的成就是在1957-58賽季為韋斯咸贏得乙組聯賽冠軍，從而自1932年以來首次獲得球會升上甲組聯賽冠軍。1957–58和1958–59賽季，韋斯咸創造兩項入球記錄；1957–58賽季射入101個聯賽入球和1958–59賽季射入59個主場聯賽入球，這在升入甲組聯賽後的賽季更加引人注目。
在芬頓任職期間，他負責建立“學院”和青年隊的發展，在1956-59年間三年內兩次進入英格蘭足總青年盃決賽。在主席雷格·普拉特的幫助下，芬頓還負責鼓勵盡可能多的球員獲得他們的足總教練徽章，以確保球員在他們的比賽日結束後有東西可以依靠。球會從未對芬頓在1961年3月離開韋斯咸作出充分解釋。在壓力和病假期間以及韋斯咸的聯賽位置受到影響的情況下，在芬頓和球會決定保密的情況下離開韋斯咸 。1961年，朗·格連活接替他擔任主教練。
韋斯咸在1964年足總盃的冠軍隊中的其中七名球員是芬頓從其他球會簽下的或是在他擔任領隊期間從青年軍訓練出來的。

### 修安聯
離開韋斯咸後，芬頓在修安聯擔任領隊四年，表現平平，直到1965年5月被解僱。在被修安聯解僱後，他再也沒有回到足球界。

## 個人生活
他的弟弟班尼·芬頓也是韋斯咸球員，後來執教過米禾爾。
1992年7月4日，泰德·芬頓在萊斯特郡的一場車禍中受傷，7天後在醫院逝世。

## 備註
1. ↑  Joyce, Michael. . Nottingham: SoccerData. 2012: 96 [2002]. ISBN 978-1-905891-61-0.
2. 1 2 3  . : 98.
3. ↑  Welcome to the Wonderful World of West Ham United Statistics Ted Fenton （页面存档备份，存于） www.westhamstats.info
4. ↑  The U's History: The 30s & 40s 的存檔，存档日期17 July 2011. www.cu.fc.com
5. 1 2  . West Ham United F.C. 18 September 2007. （原始内容存档于28 January 2015）.
6. ↑  . : 99.
7. ↑  Former Managers 的存檔，存档日期19 June 2012. www.southendunited.co.uk
8. ↑  . The Independent (London). 15 July 1992  [18 April 2011]. （原始内容存档于26 May 2022）.

## 外部鏈接
- 足球資料庫：Ted Fenton的領隊統計數據
- Ted Fenton Photographs （页面存档备份，存于）
- West Ham United F.C. Player & People List